# Michael Potkamp
Michael Potkamp (Hellevoetsluis, 30 maart 1993) is een Nederlands voetballer die doorgaans speelt als aanvaller. In juli 2020 verruilde hij IFC Ambacht voor SC Emma.

## Clubcarrière
Potkamp werd geboren in Hellevoetsluis en hij ging al snel spelen voor de jeugd van FC Dordrecht. Aldaar stroomde hij snel door en hij doorliep de gehele jeugdopleiding van de club. In de zomer van 2012 werd hij klaar geacht voor het eerste elftal en hij ging ook voor dat team spelen. Zijn eerste wedstrijd namens Dordrecht was die van 2 november 2012, toen er in eigen huis met 3–0 gewonnen werd van FC Eindhoven. Potkamp mocht in de blessuretijd van de tweede helft Garry Mendes Rodrigues vervangen. In 2015 verkaste Potkamp, nadat zijn verbintenis was afgelopen, naar Kozakken Boys. Na een jaar werd VV Sliedrecht zijn nieuwe club. SVW volgde in de zomer van 2016. Opnieuw verliet Potkamp zijn club na een jaar, waar hij tekende voor IFC Ambacht. Medio 2020 werd SC Emma zijn nieuwe club.

## Clubstatistieken
| Seizoen | Club         | Competitie     | Competitie | Competitie | Beker | Beker | Internationaal | Internationaal | Totaal | Totaal |
| Seizoen | Club         | Competitie     | Wed.       | Dlp.       | Wed.  | Dlp.  | Wed.           | Dlp.           | Wed.   | Dlp.   |
| ------- | ------------ | -------------- | ---------- | ---------- | ----- | ----- | -------------- | -------------- | ------ | ------ |
| 2012/13 | FC Dordrecht | Eerste divisie | 1          | 0          | 0     | 0     | —              | —              | 1      | 0      |
| 2013/14 | FC Dordrecht | Eerste divisie | 0          | 0          | 0     | 0     | —              | —              | 0      | 0      |
| Totaal  | Totaal       | Totaal         | 1          | 0          | 0     | 0     | 0              | 0              | 1      | 0      |